# Volkswagen e-up!

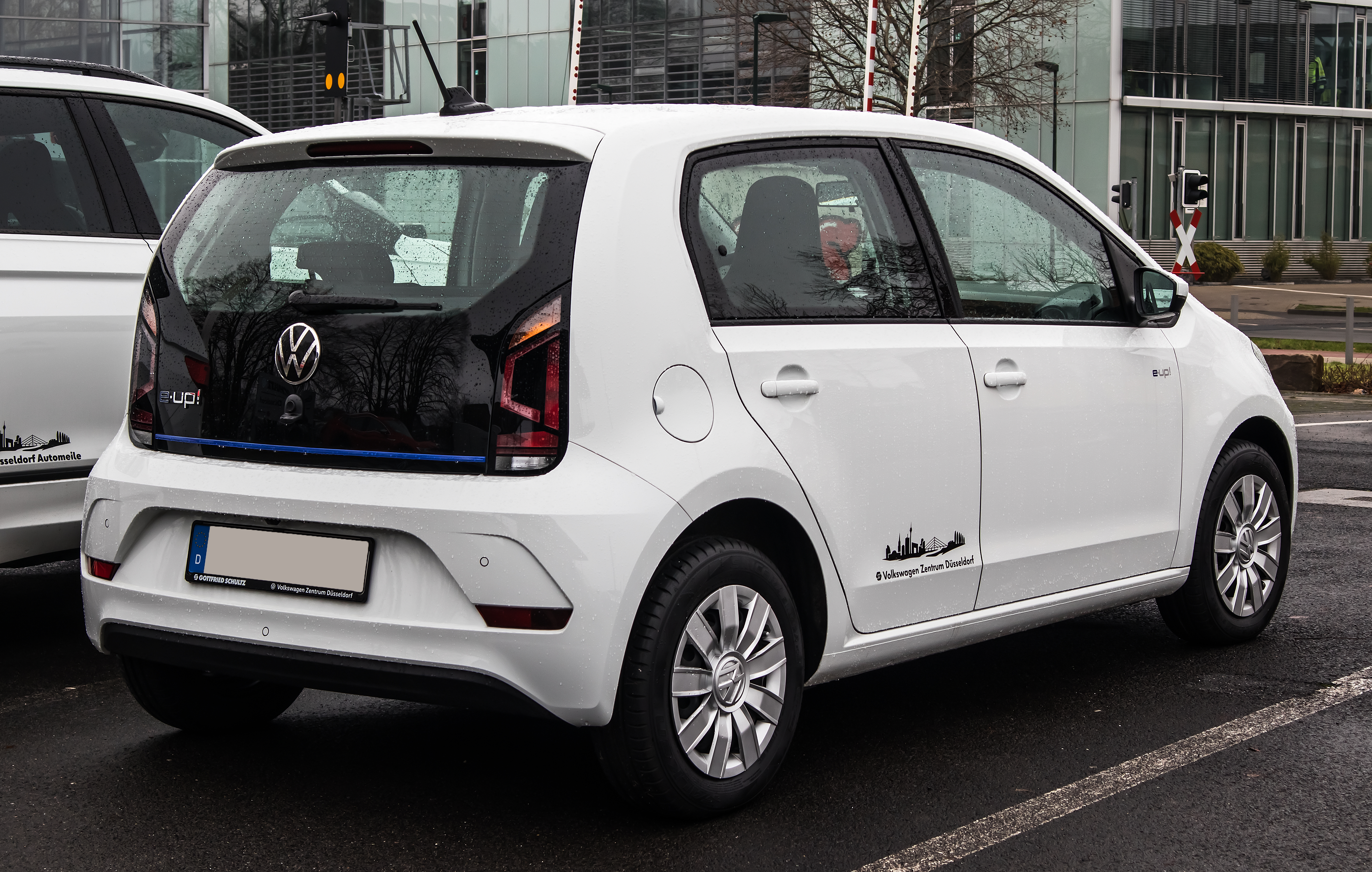

A Volkswagen e-up! a Volkswagen up! elektromos változata, a német Volkswagen gyártó által gyártott A-szegmensű személygépkocsi. A járművet a 2009-es Nemzetközi Autószalonon (IAA) mutatták be koncepcióautóként. Az e-up!-ot 2013 októberétől kezdték árulni.
Az e-up! városi használatra orientált. Úgy van megépítve, hogy három felnőtt és egy gyerek is elfér benne. A csomagtartó 250 literes rakteret kínál. Az e-up saját tömege! 1139 kg, az akkumulátor súlya 240 kg.

## Motor

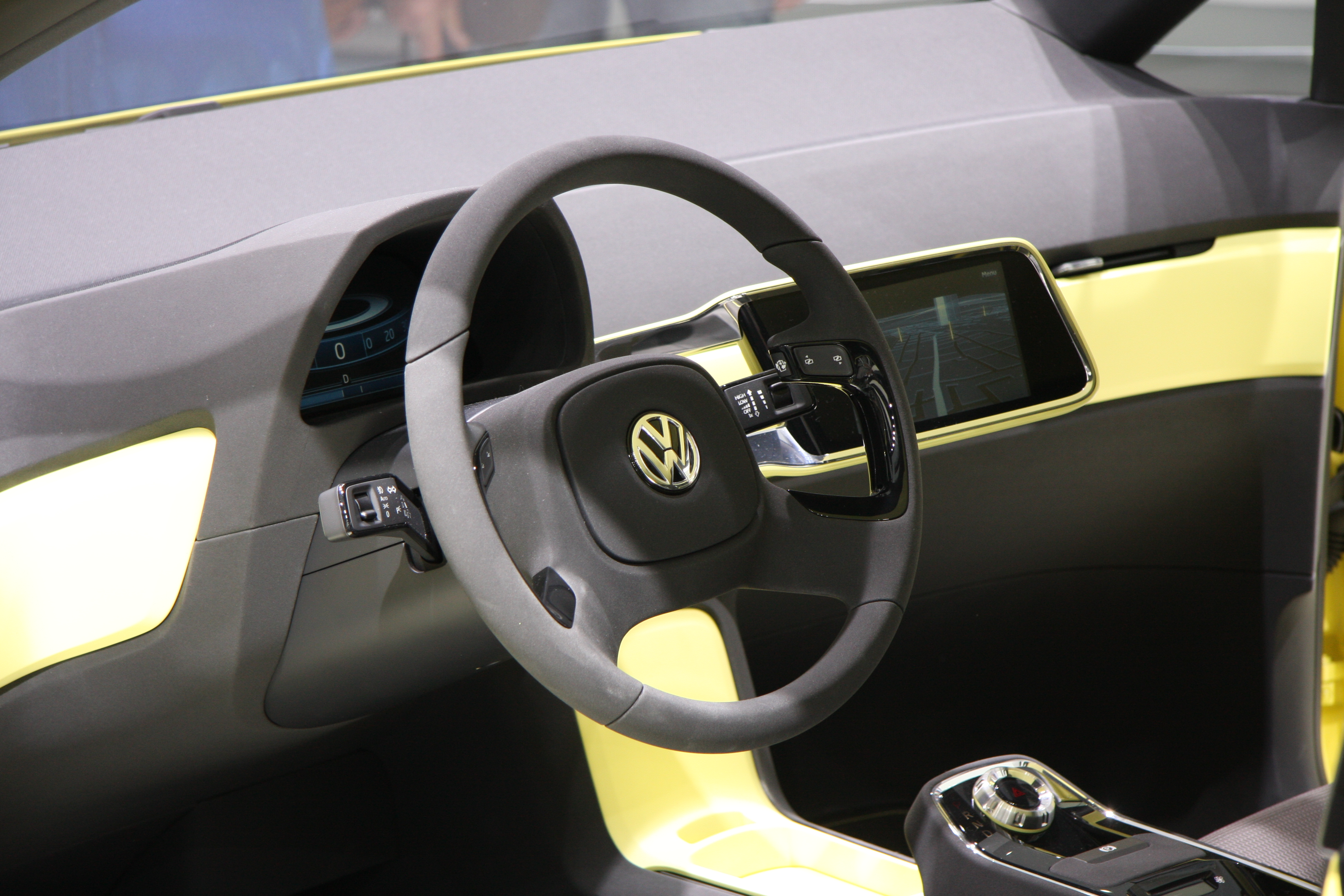
A Volkswagen e-up! belső tere

Az e-up! 60 kilowatt (82 CV) villanymotor hajtja., amely mozgatja a kerekeket. 210 Nm nyomatékot biztosít. A gyorsulás 0-ról 100 km/h-ra 11,3 másodperc A gyorsulás 0-ról 60 km/h-ra 5 másodperc. A belső égésű motoroktól eltérően az elektromos motorok a kezdetektől fogva adják le teljes nyomatékukat.
A motort kézzel gyártják Kasselben a legmagasabb minőség elérése érdekében. A motor egyedi hűtőrendszert használ. A maximális sebesség 130 km/h. A sebességváltó egy redukciós doboz egy előremeneti és egy hátrameneti fokozattal.

## Vontatóakkumulátor
A lítium-ion akkumulátor a hátsó üléspad alatt, valamint a központi futómű alagútjában kapott helyet.
Az akkumulátorcsomag súlya 230 kg, és 17 modulból áll, mindegyik 12 cellával. A 204-es cellák feszültsége 374 V, kapacitása 18,7 kWh. A cellák 75 kW csúcsteljesítményt és 35 kW állandó teljesítményt tudnak szolgáltatni.
Az akkumulátor mérete 1 726 mm hosszú, 1 132 mm széles és 303 mm magas.
A kényszerlevegős hűtőrendszer állandó hőegyensúlyt próbál kialakítani.
A Volkswagen 8 év vagy 160 év garanciát vállal az akkumulátorra 000 km (amelyik előbb bekövetkezik).
A Volkswagen azt állítja, hogy a laboratóriumban az akkumulátorok probléma nélkül elérik a 3-at 000 teljes töltési ciklus.

## Erőteljes elektronikai modul
Ez a modul 10,5 kg súlyú, és szabályozza az elektromos áramlást a motor és az akkumulátor között.
Amikor a motor hajtja a járművet, a modul nagy teljesítményű tranzisztorok segítségével alakítja át az akkumulátorban tárolt egyenáramot háromfázisú váltakozó áramú váltakozó árammá.
Amikor a regeneratív fék működik, a váltakozó váltakozó áramot közvetlen egyenárammá alakítják az akkumulátor töltéséhez. Az áramerősség 385 A-ra korlátozódik.

## DC/DC átalakító
Az integrált 2,5 kW-os DC/DC átalakító transzformátorként működik, és a kisfeszültségű áramkör 12 V-os ellátásáért felelős. Ez az áramkör teljesen elkülönül a nagyfeszültségű áramkörtől.

## Újratöltés

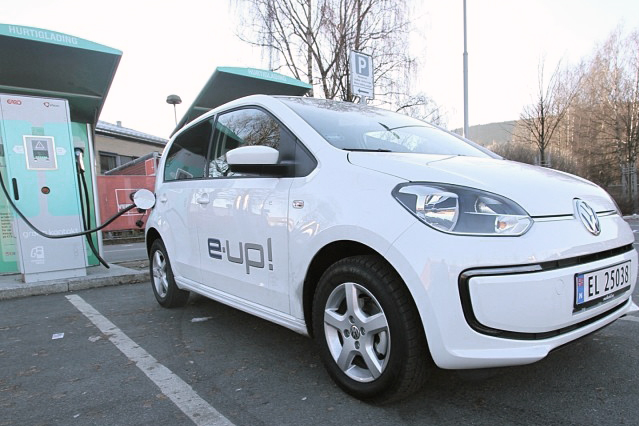
VW e-Up! újratöltése

Töltőállomáson és otthoni konnektorban is újratölthetők. A töltő csatlakozója kompatibilis a kombinált töltőrendszerrel (CCS), és a fedél jobb hátsó oldalán található. A VW szerint a CCS gyorstöltés kevesebb, mint 30 perc alatt 80%-os töltöttségi állapotba hozza az akkumulátort.
Az időtartam a töltési helytől függ, a töltés időtartama kevesebb, mint 30 perctől legfeljebb 12 óráig terjedhet 
- Háztartási konnektor: 10-12 óra a mellékelt kábellel. 230 V és 2,3 kW.
- Wallbox : 6-8 óra a Wallbox készülékkel, amelyet opcionálisan beépíthet a garázsába . 230 V és 3,6 kW.
- CCS töltőállomás: 30 perc (akár 80%) gyorstöltő állomásokon. 40 kW. [7]

## Költségek
A Volkswagen 100 km megtételének költségét 1,75 euróra becsüli (0,15 eurós kilowattóra ártól kezdve). A 11,7 kWh/100 km-es fogyasztás kategóriájában a leghatékonyabb járműnek minősíti.
A karbantartási költségek nagyon alacsonyak, mivel az elektromos autók nem igényelnek olajcserét, és nem szenvednek gyújtógyertya meghibásodástól. Egy villanymotornak kb 1000 darabbal kevesebb, mint egy benzines.

## Vezetés
Úgy megy, mint egy automata autó. Van benne gáz- és fékpedál. A kar lehetővé teszi az előremeneti és a hátrameneti fokozat kiválasztását.
A regeneratív fék intenzitását a vezető a kar segítségével állíthatja be. 5 szintje van: D (nincs regeneráció), D1, D2, D3 és B (maximális regeneráció). A B pozíció szinte lehetővé teszi, hogy csak a gázpedál használatával vezessen.
A féklámpák akkor is kigyulladnak, ha a regeneratív fék működik, még akkor is, ha a fékpedál nincs lenyomva.
Három vezetési profilja van: Normal, Eco és Eco+. Az autó indításakor a Normál mód van kiválasztva.
Eco mód: A motor maximális teljesítménye 50 kW-ra csökken. A légkondicionáló rendszer teljesítménye csökken. A fojtószelep reakciógörbéje megváltozik. A maximális sebesség 115 km/h-ban van korlátozva.
Eco+ üzemmód: A motor maximális teljesítménye 40 kW-ra csökken. A légkondicionáló rendszer kikapcsol. A fojtószelep reakciógörbéje megváltozik. A maximális sebesség 90 km/h-ban van korlátozva.
Eco és Eco+ üzemmódban a vezető a gázpedál teljes lenyomásával elérheti az összes teljesítményt, nyomatékot és maximális sebességet (kick-down).

## Aerodinamika
Az aerodinamikai együttható cD 0,308. 4%-kal kisebb, mint a belső égésű motoros Volkswagen e-Ep! esetében.
A gördülési ellenállást 7%-os csökkentésével optimalizálták.

## Fék
Az elektromos autók két független fékrendszerrel vannak felszerelve: egy hidraulikus működtetésű mechanikus fékrendszerrel és az elektromos motor regeneratív fékkel. A regeneratív fék intenzitása (féknyomaték) nem állandó, függ a fordulatszámtól, az akkumulátor hőmérsékletétől és annak töltöttségi szintjétől, így a fékérzet általában szabálytalan. A Volkswagen elektromechanikus fékrásegítőt épít be, amely kompenzálja az ingadozásokat, hogy a vezető kívánsága szerint igazítsa azokat. A másodlagos cél az, hogy a fékezés nagy része regeneratív fékezéssel történjen a hatótáv maximalizálása érdekében. A fékbetétek és féktárcsák élettartama sokkal hosszabb, mint a regeneratív fékezéssel nem rendelkező járművekben.

## Telematikai szolgáltatások
A Car-Net e-Remote okostelefon alkalmazás és a Car-Net web különféle funkciók végrehajtását teszi lehetővé.
- Kapcsolja be a légkondicionálást, hogy egy adott időpontban elérje a hőmérsékletet. A külső hőmérséklettől függ.
- Indítsa el vagy állítsa le az akkumulátor töltési folyamatát.
- Tekintse meg a töltés állapotát, a töltés előrehaladását, a töltési időt és a számított autonómiát.
- Információk megtekintése a megtett távolságokról, utazási időkről, a motor és más eszközök, például a légkondicionáló és a rádió, valamint a regeneratív fékezés használatáról.
- Kérdezzen a jármű állapotáról: ajtók és csomagtartó zárása, lámpák be- vagy kikapcsolása, töltőkábel csatlakoztatva, akkumulátor töltöttségi szintje, utolsó parkolási hely (GPS hely a térképen).[5]

## Fordítás
Ez a szócikk részben vagy egészben  a   Volkswagen e-up! című spanyol Wikipédia-szócikk ezen változatának fordításán alapul.  Az eredeti cikk szerkesztőit annak laptörténete sorolja fel. Ez a jelzés csupán a megfogalmazás eredetét és a szerzői jogokat jelzi, nem szolgál a cikkben szereplő információk forrásmegjelöléseként.